# Louis Koyagialo

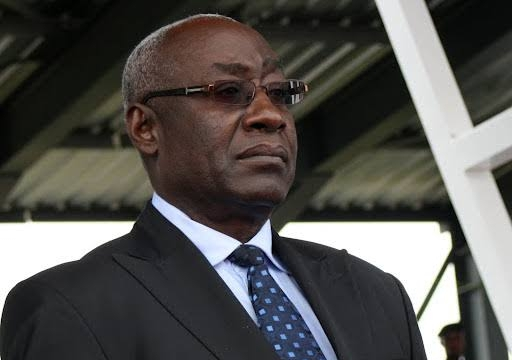
Louis Koyagialo

Louis Alphonse Daniel Koyagialo Ngbase te Gerengbo (* 23. März 1947 in Yakoma, Nord-Ubangi, Provinz Équateur, Belgisch-Kongo; † 14. Dezember 2014 in Südafrika) war ein kongolesischer Politiker der Parti du Peuple pour la Reconstruction et la Démocratie (PPRD), der 2012 kommissarischer Premierminister der Demokratischen Republik Kongo war.

## Leben
Koyagialo absolvierte nach dem Schulbesuch ein Studium der Rechtswissenschaften an der Université Lovanium, das er mit einem Lizenziat abschloss. Im Anschluss wurde er 1972 juristischer Berater des Nationalen Wohnungsbaubüros ONL (Office national de logement) und danach 1973 Mitarbeiter des Sozialministeriums. 1979 wurde er Regionaldirektor der damaligen Provinz Shaba sowie von 1980 bis 1982 Regionalkommissar von Likasi, ehe er zwischen 1982 und 1985 Kommissar von Lubumbashi war. Nachdem er anschließend als Vizegouverneur der Provinz Kasaï-Oriental und Vizegouverneur von Kivu fungierte, war er während der Amtszeit von Präsident Mobutu Sese Seko in Zaire zwischen 1986 und 1990 Gouverneur der Provinz Shaba sowie anschließend 1990 Gouverneur der Provinz Nord-Kivu.
In der Demokratischen Republik Kongo bekleidete Koyagialo in der Regierung von Premierminister Adolphe Muzito von 2011 bis 2012 den Posten des stellvertretenden Premierministers sowie Ministers für Post und neue Kommunikationstechnologien. Anschließend wurde er am 6. März 2012 Nachfolger des zurückgetretenen Muzitos als kommissarischer Premierminister und bekleidete dieses bis zum 18. April 2012, woraufhin er durch Finanzminister Augustin Matata Ponyo abgelöst wurde. Er war zuletzt zwischen 2013 und 2014 Gouverneur der Provinz Équateur.